# 阿伊多夫什契納
阿伊多夫什契納（發音：[ˈaːi̯dɔu̯ʃtʃina] ⓘ），是斯洛維尼亞阿伊多夫什契纳市镇内的城鎮及行政中心，位于維帕瓦河谷。

## 氣候
該鎮距亞得里亞海約25公里，屬地中海型氣候，冬季最低氣溫 -1°C（30°F），最高17°C（63°F），夏季最高氣溫39°C（102°F），最低20°C（68°F）。

## 外部連結
- 阿伊多夫什契纳市镇官方网站 （斯洛維尼亞語）
- Ajdovščina on Geopedia （页面存档备份，存于）
- Ajdovščina Tourist Information Centre site （页面存档备份，存于）
- Virtual Ajdovščina by Burger （页面存档备份，存于） (virtual photos)